# Listă alfabetică a celor 31 de state componente ale Mexicului
Această pagină este o listă a celor 31 de entități statale federale, care alcătuiesc Uniunea statelor mexicane, numele oficial al Mexicului.
| Estados Unitos Mexicanos Statele Unite Mexicane |                           |                   |                           |                 |
|                                                 |                           |                   |                           |                 |
| Stat                                            | Capitală                  | Admisie în Uniune | Populație (estimare 2005) | Suprafață (km²) |
| 1. Aguascalientes                               | Aguascalientes            | 1835              | 1 051 000                 | 5 625           |
| 2. Baja California                              | Mexicali                  | 1952              | 2 842 000                 | 71 546          |
| 3. Baja California Sur                          | La Paz                    | 1974              | 517 000                   | 73 943          |
| 4. Campeche                                     | Campeche                  | 1858              | 751 000                   | 57 727          |
| 5. Chiapas                                      | Tuxtla Gutiérrez          | 1824              | 4 256 000                 | 73 681          |
| 6. Chihuahua                                    | Chihuahua                 | 1824              | 3 238 000                 | 247 487         |
| 7. Coahuila de Zaragoza                         | Coahuila                  | 1824 1            | 2 475 000                 | 151 445         |
| 8. Colima                                       | Colima                    | 1857              | 562 000                   | 5 627           |
| 9. Durango                                      | Durango                   | 1824              | 1 489 000                 | 123 367         |
| 10. Guanajuato                                  | Guanajuato                | 1824              | 4 893 000                 | 30 621          |
| 11. Guerrero                                    | Chilpancingo de los Bravo | 1858              | 3 116 000                 | 63 618          |
| 12. Hidalgo                                     | Pachuca de Soto           | 1869              | 2 334 000                 | 20 856          |
| 13. Jalisco                                     | Guadalajara               | 1824              | 6 652 000                 | 78 630          |
| 14. México                                      | Toluca de Lerdo           | 1824              | 14 161 000                | 22 333          |
| 15. Michoacán de Ocampo                         | Morelia                   | 1824              | 3 988 000                 | 58 667          |
| 16. Morelos                                     | Cuernavaca                | 1869              | 1 605 000                 | 4 892           |
| 17. Nayarit                                     | Tepic                     | 1917              | 943 000                   | 27 862          |
| 18. Nuevo León                                  | Monterrey                 | 1824 2            | 4 164 000                 | 64 203          |
| 19. Oaxaca                                      | Oaxaca de Juárez          | 1824              | 3 522 000                 | 93 343          |
| 20. Puebla                                      | Puebla de Zaragoza        | 1824              | 5 391 000                 | 34 251          |
| 21. Querétaro Arteaga                           | Santiago de Querétaro     | 1824              | 1 593 000                 | 11 658          |
| 22. Quintana Roo                                | Chetumal                  | 1974              | 1 134 000                 | 42 535          |
| 23. San Luis Potosí                             | San Luis Potosí           | 1824              | 2 412 000                 | 61 165          |
| 24. Sinaloa                                     | Culiacán                  | 1831 3            | 2 610 000                 | 57 331          |
| 25. Sonora                                      | Hermosillo                | 1831 3            | 2 384 000                 | 179 516         |
| 26. Tabasco                                     | Villahermosa              | 1824              | 2 013 000                 | 24 747          |
| 27. Tamaulipas                                  | Ciudad Victoria           | 1824 2            | 3 020 000                 | 80 148          |
| 28. Tlaxcala                                    | Tlaxcala de Xicoténcatl   | 1857              | 1 061 000                 | 3 997           |
| 29. Veracruz                                    | Xalapa                    | 1824              | 7 081 000                 | 71 856          |
| 30. Yucatán                                     | Mérida                    | 1824 4            | 1 803 000                 | 39 671          |
| 31. Zacatecas                                   | Zacatecas                 | 1824              | 1 357 000                 | 75 416          |